# Zupa

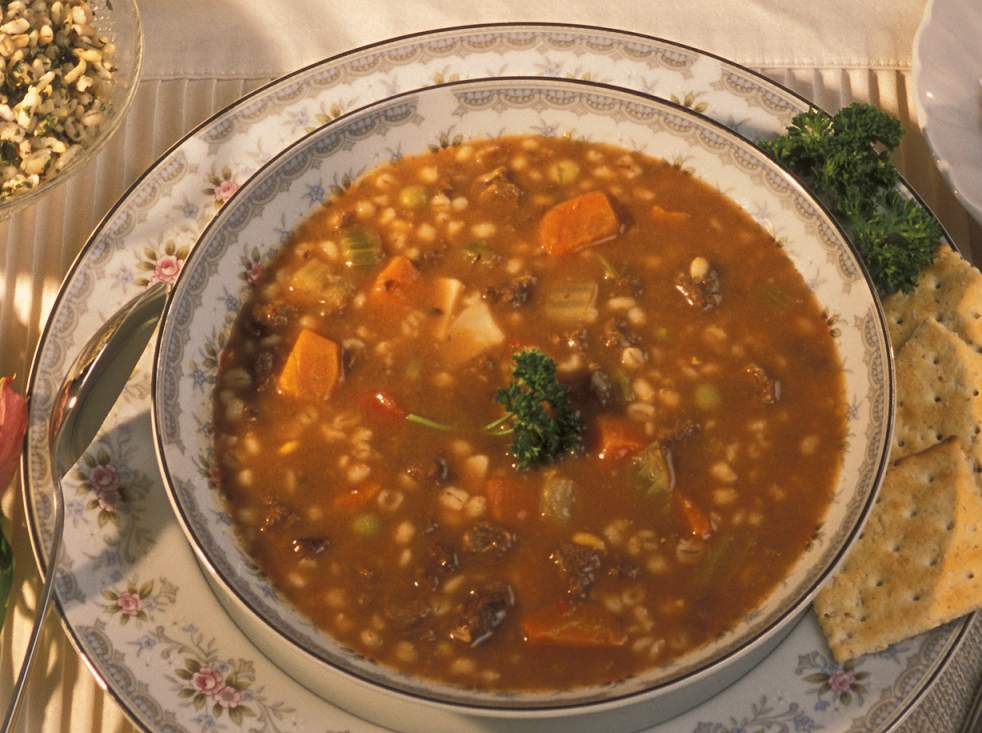
Zupa warzywna z jęczmieniem i mięsem

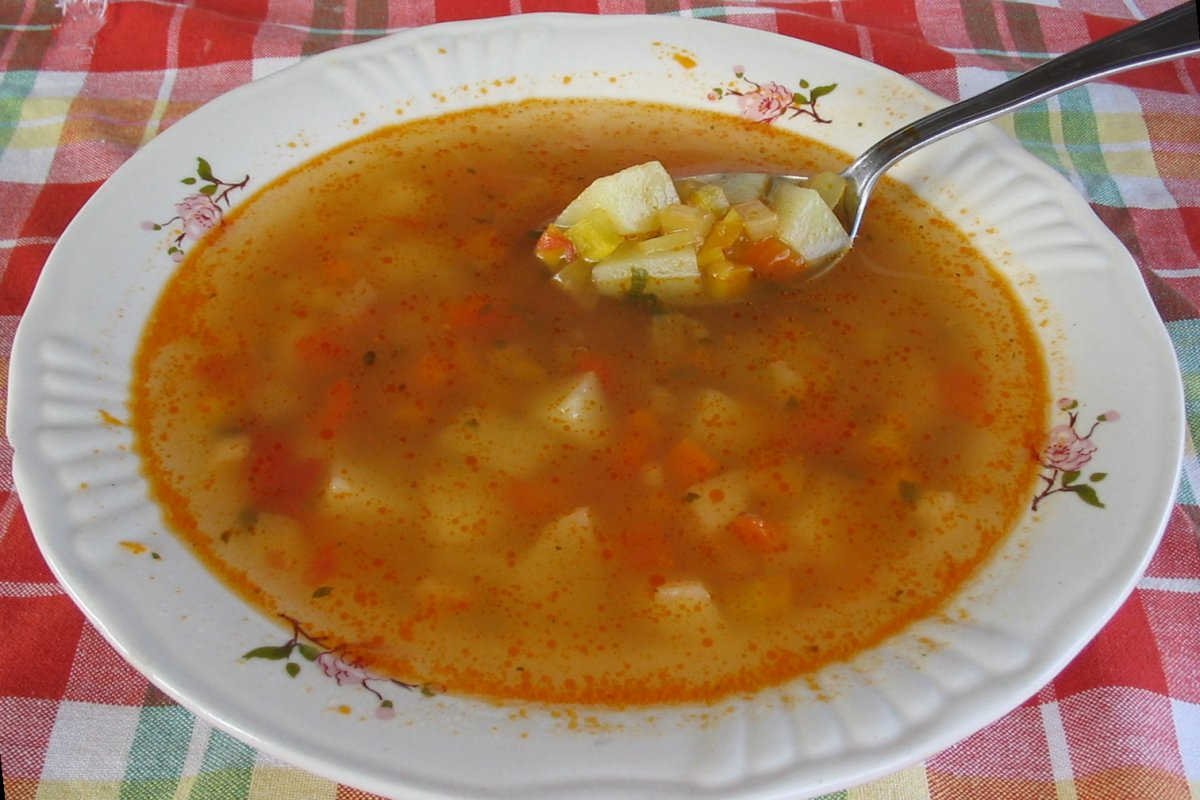
Zupa ziemniaczana

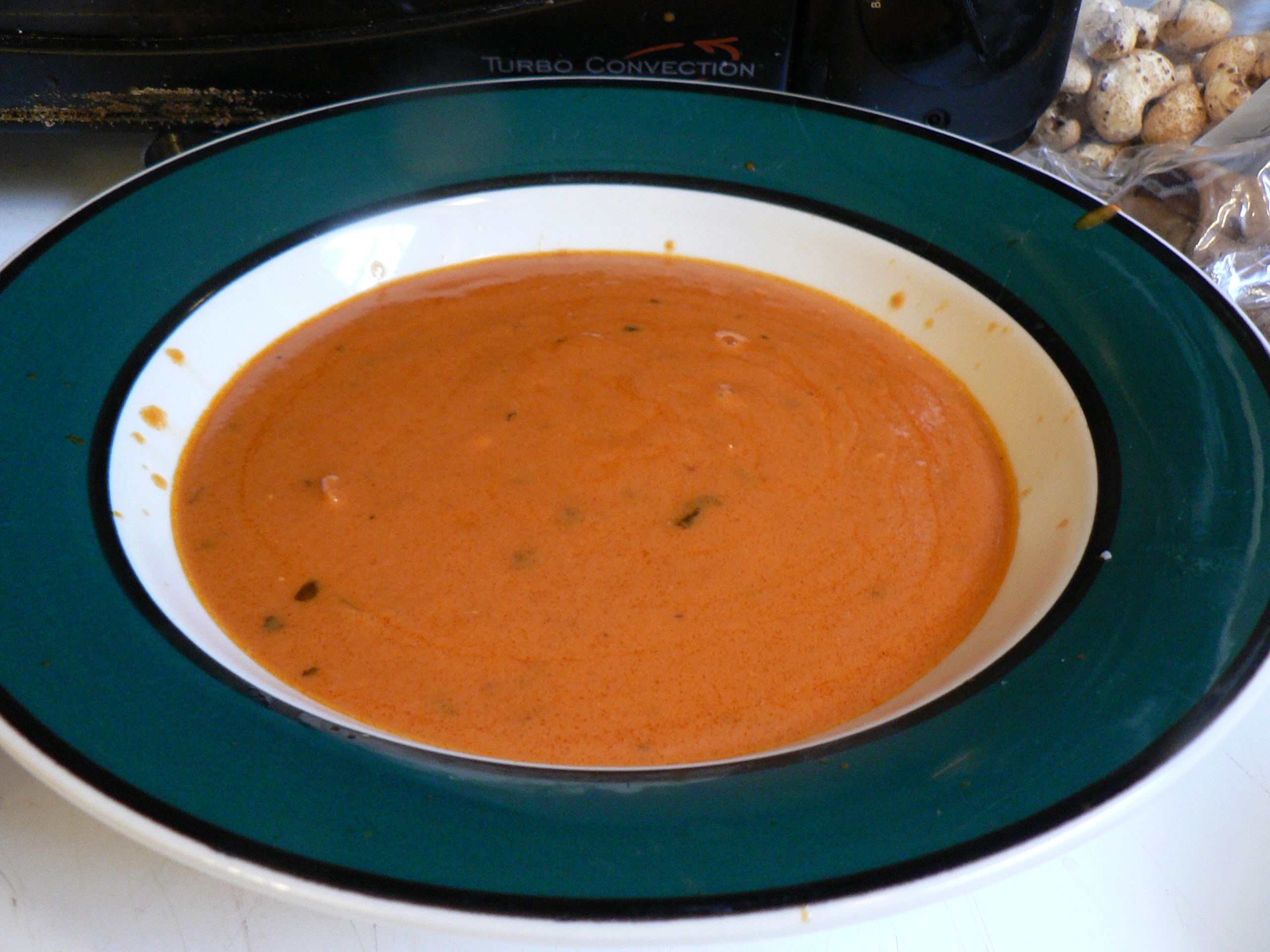
Zupa pomidorowa

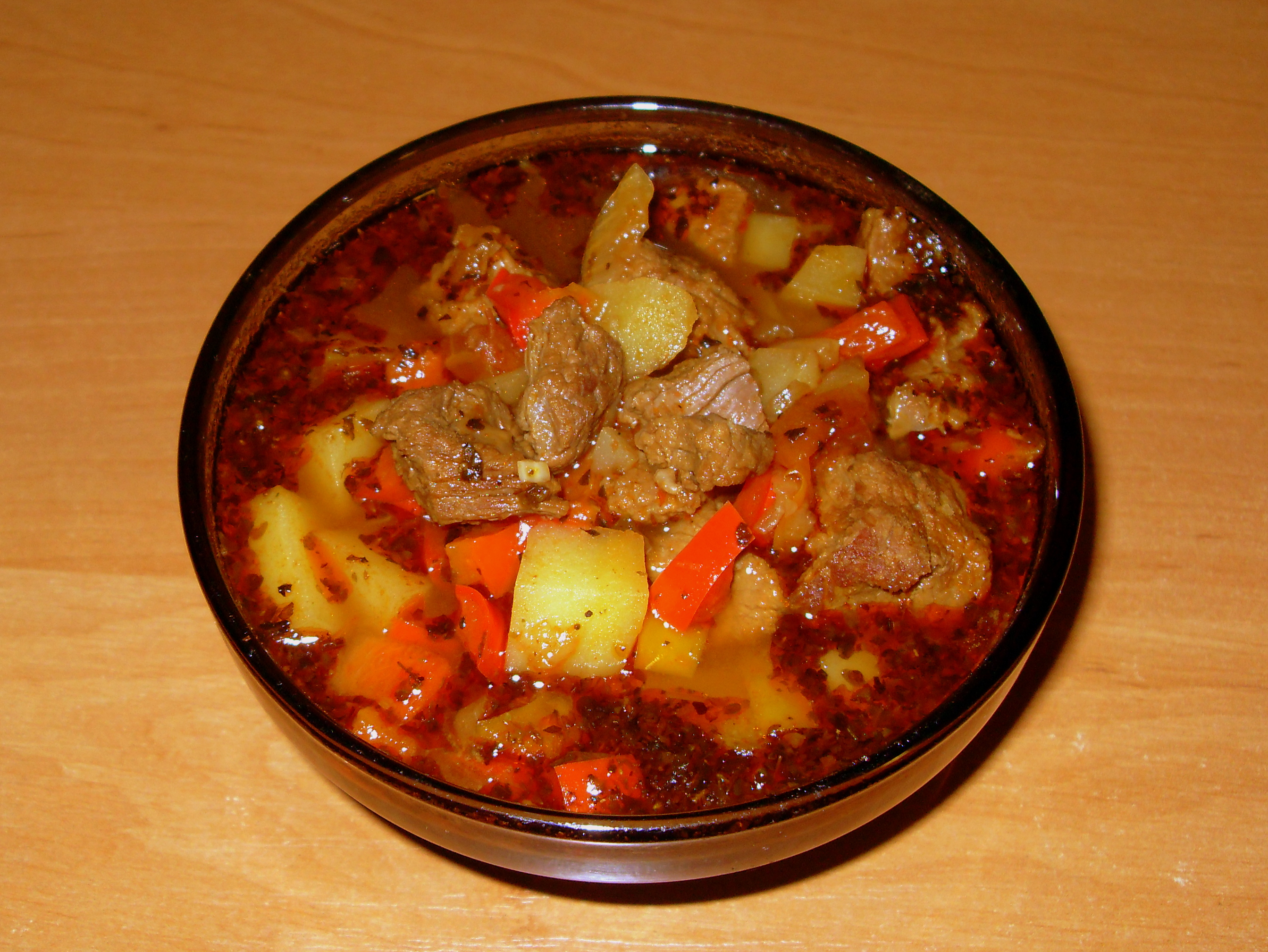
Zupa węgierska – widać paprykę i mięso wołowe

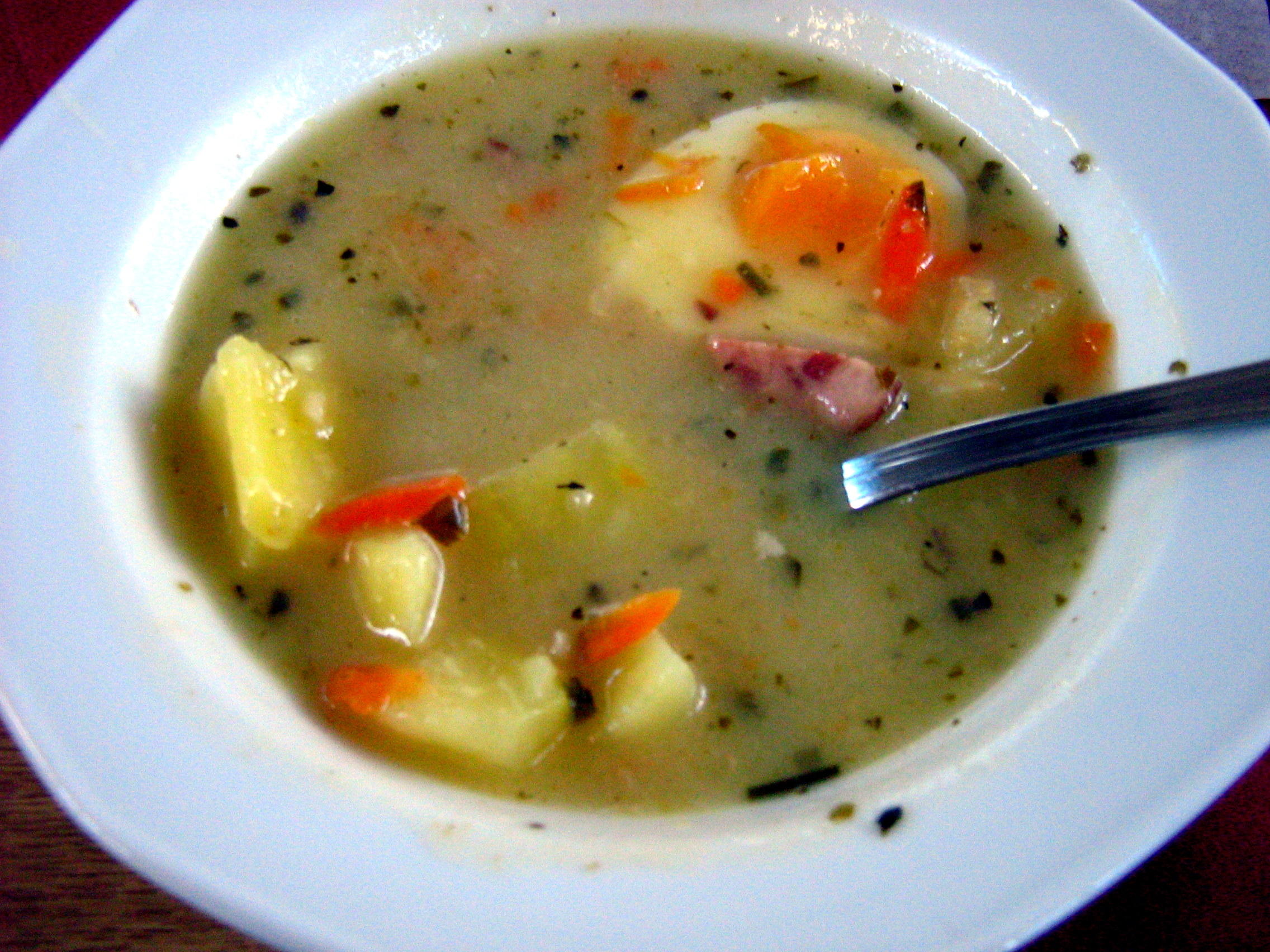
Żur

Zupa – płynna lub półpłynna potrawa mająca zazwyczaj postać wywaru powstającego podczas gotowania różnorodnych składników. W tradycji polskiej zupa jest zwykle pierwszym daniem obiadu. Podczas gotowania warzyw, owoców, mięs i kości uwalnia się znaczna ilość zawartych w nich składników. Bez takiego przygotowania niektóre z nich nie zostałyby wchłonięte przez układ pokarmowy człowieka i dlatego zupy są daniem bogatym w niezbędne składniki. Przygotowanie zup zazwyczaj wymaga użycia żaroodpornego naczynia. Zwykle jest to garnek lub kociołek umieszczony nad ogniem lub grzejnikiem elektrycznym.
Niektóre zupy nie wymagają gotowania, np. hiszpańskie gazpacho.

## Klasyfikacja zup
Podział ze względu na obecność czynnika zagęszczającego:
- czyste,
- zagęszczane.

Przy czym zupy mogą być zagęszczane:
- głównym składnikiem skrobiowym,
- zawiesiną z mąki (pszennej lub ziemniaczanej) i płynu,
- zasmażką,
- śmietaną i żółtkami,
- podprawą zacieraną (z masła lub margaryny i mąki).

Podział ze względu na konsystencję:
- płynne,
- półpłynne,
- kremy.

Podział ze względu na temperaturę podawania:
- gorące,
- zimne (chłodniki, zupy owocowe podawane w miesiącach wiosennych i letnich).

## Historia
Przed praktyką gotowania człowiek wpierw musiał ujarzmić ogień. Najprawdopodobniej pierwszą rzeczą, jaką on ugotował było pieczone mięso, co było najprawdopodobniej spowodowane przypadkiem, kiedy to przykładowo dobra pozyskane z polowania przypadkowo wpadły do ogniska.  
Istnieje hipoteza, według której pierwszy raz zupę ugotowali neandertalczycy. Paleontolodzy badając skamieniałości uważają, że neandertalczycy gotowali swe pożywienie. Swe potrawki krewni współczesnych ludzi sporządzali w skórzanych torbach lub pojemnikach wykonanych z kory brzozowej, opierając się na zasadzie chemicznej: woda wrze w temperaturze poniżej zapalenia się naczynia. Wedle innych źródeł innymi pojemnikami na zupy u ludzi żyjących w prehistorii można wymienić naczynia wykonane z bambusa, a także pancerze skorupiaków oraz skorupy żółwi. Australijscy Aborygeni oraz amerykańscy Indianie nauczyli się gotować zupy w dole w ziemi – na dno tego dołu wykładali kamienie, a na nich rozniecano ogień. 
W Chinach odnaleziono naczynie, które było żaroodporne i wodoodporne, a datowane jest na 15000 lat temu p.n.e. Do końca nie wiadomo, czy służyło ono do przechowywania alkoholu, czy do przetrzymywania zupy, jednakże wcześniej twierdzono, że naczynia tego typu wyrabiano ok. 5000 lat p.n.e.
W roku 1897 chemik dr John T. Dorrance z Campbell Soup Company opracował technologię produkcji zupy skondensowanej. Dzięki kondensacji zupy mogła ona być pakowana do mniejszej puszki, w konsekwencji kosztowała mniej. Racje żywnościowe tego typu okazały się bardzo przydatne dla turystów i żołnierzy. W wieku XX powstała technologia zup w proszku za sprawą Momofuku Andō, japońskiego wynalazcy i biznesmena. Stworzył on instant ramen w 1958 roku.

## Dodatki do zup
W zależności od rodzaju zupy podaje się do niej (lub nie) różne dodatki, na przykład:
- wyroby mączne: makarony, kluski, kawałki naleśników lub omletów („grzybek”), drobne pierożki (np. uszka), drobne pikantne wypieki (np. paszteciki z ciasta półfrancuskiego, diablotki), kulebiaki, drobne grzanki, groszek ptysiowy, słone paluszki[8][9]. W przypadku zup owocowych wśród możliwych dodatków znajdują się nawet słodkie biszkopciki i drobne kruche ciasteczka, a wspomniane grzanki mogą być przyrządzone z pieczywa cukierniczego[10]. Lane kluski[8] i tarte ciasto[9] gotuje się w zupie tuż przed podaniem.
- ryż, kasze (a także takie wyroby z kaszy manny lub kaszy krakowskiej, jak kluski, tzw. kostka lub jarskie „pulpety”[9][8][11]),
- pianki „nice”: upieczone w piecu[9][12] lub ugotowane na mleku[13][14]
- jajka ugotowane na twardo, jajka faszerowane lub jajka w koszulkach[10][9],
- wyroby mięsne: pulpety, knelki, nadziewane skorupki rakowe[9].